# 하드 파워
하드 파워(hard power) 또는 경성권력(硬性權力)은 다른 정치적 실체의 행동이나 관심사에 영향을 주기 위해 군대와 경제학적 수단을 이용하는 것이다. 이러한 형태의 정치 권력은 종종 공격적이며(강제) 한 정치적 실체가 군사 및 경제력이 상대적으로 떨어지는 다른 실체에 부과할 때 대체로 즉시 효력이 있다. 하드 파워는 외교, 문화, 역사로부터 비롯되는 소프트 파워와 대별된다.
조지프 나이에 따르면 하드 파워는 다른 실체가 당사자의 의지를 따르도록 하기 위해 경제와 군사력의 당근과 채찍을 이용하는 능력이다. 여기서 당근은 무역 장벽을 줄이는 것, 군사적 보호의 약속이나 동맹 제공 등의 유인책이다. 한편 채찍은 위협을 대표하는데, 강압적 외교, 군사 간섭 위협, 경제 제재의 구현이 포함된다.

## 같이 보기
- 소프트 파워
- 스마트 파워
- 힘 (국제 관계)
- 권력